# 15265 Ернстінґ
15265 Ернстінґ (15265 Ernsting) — астероїд головного поясу, відкритий 12 жовтня 1990 року.
Тіссеранів параметр щодо Юпітера — 3,455.